# الچین رحیم‌لی
الچین رحیم‌لی (ترکی آذربایجانی: Elçin Rəhimli؛ زادهٔ ۱۷ ژوئن ۱۹۹۶) بازیکن فوتبال اهل جمهوری آذربایجان است.
او در باشگاه فوتبال سبایل و باشگاه فوتبال قره‌باغ حضور داشته است.